# Paul Desmond
Paul Desmond (San Francisco, 25 november 1924 – New York, 30 mei 1977) was een  Amerikaanse jazzsaxofonist en -componist. Hij kreeg bekendheid met het Dave Brubeck Quartet, waarin hij altsaxofoon speelde van 1948 tot 1967, met een kleine onderbreking van 1950 tot 1951. Desmond schreef (ook) de grootste hit van het quartet, "Take Five"", waarvan hij de opbrengst voor een groot deel aan het Rode Kruis schonk.

## Biografie
Paul Desmond werd geboren als Paul Emil Breitenfeld, maar veranderde zijn naam, omdat hij die niet geschikt vond voor een muzikant. Zijn nieuwe naam Desmond pikte hij uit een telefoonboek.
Desmonds geluid en techniek stonden ver af van de bekendste altsaxofonist uit die tijd, Charlie Parker. Desmond had een helder, licht geluid en een melodieuze stijl van spelen. Zijn gave voor improvisatie is waarschijnlijk het best hoorbaar op de twee albums die hij opnam met Gerry Mulligan, "Mulligan-Desmond Quartet" and "Two of a Mind".
Desmond werkte verder samen met onder anderen Jim Hall, Chet Baker en Ed Bickert. Na het opdoeken van het Dave Brubeck Quartet in 1967 hield hij het voor gezien en ging met pensioen. Maar later begon hij toch weer te spelen in reünies met Brubeck, Mulligan en Hall, in een kerstconcert met het Modern Jazz Quartet in 1971 en in andere samenwerkingen.
Hij stierf in 1977 op 52-jarige leeftijd; niet aan zijn overmatige alcoholgebruik, maar aan longkanker door roken. Hij was blij verrast toen hij tijdens een medisch onderzoek de staat van zijn lever te horen kreeg: "Een van de grootste levers van onze tijd. Doordrenkt met Dewar's (whisky) en kerngezond". Paul Desmond stond bekend om zijn gevoel voor humor.
Zijn laatste concert gaf hij met Dave Brubeck in februari 1977 in New York - zijn fans wisten niet dat hij op dat moment al op sterven na dood was.

## 'Audrey'
Paul Desmond, saxofonist bij het Dave Brubeck Quartet, schreef in 1954 voor Hepburn, zijn stille liefde, het nummer 'Audrey'. Het nummer kwam uit op de lp Brubeck Time onder het label Columbia Records. In 1977 overleed Desmond aan longkanker, zonder te weten of Hepburn zijn compositie ooit had gehoord. Na het overlijden van Hepburn, nam haar ex-echtgenoot Andrea Dotti contact op met Dave Brubeck met het verzoek het nummer 'Audrey' ten gehore te brengen tijdens de afscheidsceremonie in het gebouw van de Verenigde Naties. Het bleek dat Hepburn elke avond tijdens haar avondwandeling voor het slapen gaan dat ene nummer van de lp via een cassette-speler beluisterde.

Het verhaal ‘Paul and Audrey’ in 10 tekeningen van Paul Rogers kwam uit in 2021 in het tijdschrift The New Yorker.
- Bibsys: 2118484
- Biblioteca Nacional de España: XX904977
- Bibliothèque nationale de France: cb13893219h (data)
- Catàleg d'autoritats de noms i títols de Catalunya: 981059746488606706
- Gemeinsame Normdatei: 103849785
- International Standard Name Identifier: 0000 0000 8414 2866
- Library of Congress Control Number: n82110147
- Nationale Bibliotheek van Letland: 000069724
- MusicBrainz: d5bf3447-c526-4f7c-9931-4b7c80fe34de
- Bibliotheek van het Japanse parlement: 001326090
- Nationale Bibliotheek van Tsjechië: xx0043414
- Nationale bibliotheek van Australië: 35353474
- Nationale Bibliotheek van Israël: 987007437668105171
- Nationale Bibliotheek van Polen: a0000002568504
- Nationale en Universitaire bibliotheek Zagreb: 000442023
- Nederlandse Thesaurus van Auteursnamen: 070722447
- Réseau des bibliothèques de Suisse occidentale: 02-A003172634
- Istituto Centrale per il Catalogo Unico: CFIV157303
- LIBRIS: 300338
- SNAC: w6w392dj
- Système universitaire de documentation: 078051134
- Trove: 922803
- Virtual International Authority File: 117767459
- WorldCat: E39PBJrKTvQpjKpk6699kTcdcP